# Campeonato Amazonense Segunda Divisão 2021
In 2021 werd het 26ste Campeonato Amazonense Segunda Divisão gespeeld voor voetbalclubs uit Braziliaanse staat Amazonas. De competitie werd georganiseerd door de FAF en werd gespeeld van 18 september tot 17 november. Manauara werd kampioen.

## Eerste fase
| Plaats | Club                | Wed. | W | G | V | Saldo | Ptn. |
| ------ | ------------------- | ---- | - | - | - | ----- | ---- |
| 1.     | Manauara            | 6    | 4 | 2 | 0 | 14:2  | 14   |
| 2.     | Operário            | 6    | 4 | 2 | 0 | 13:2  | 14   |
| 3.     | Atlético Amazonense | 6    | 2 | 3 | 1 | 10:9  | 9    |
| 4.     | Tarumã              | 6    | 2 | 2 | 2 | 13:11 | 8    |
| 5.     | Sul América         | 6    | 1 | 1 | 4 | 21:15 | 4    |
| 6.     | CDC Nova Aripuanã   | 6    | 0 | 0 | 6 | 0:36  | 0    |
| 7.     | Rio Negro(1)        | 6    | 2 | 2 | 2 | 13:9  | –2   |

(1): Rio Negro kreeg 10 strafpunten voor het opstellen van twee niet speelgerechtigde spelers.
|  | Geplaatst voor tweede fase |

## Tweede fase
In geval van gelijkspel worden strafschoppen genomen.
|  | halve finale        | halve finale | halve finale | halve finale |  |          | finale | finale | finale | finale |
|  |                     |              |              |              |  |          |        |        |        |        |
|  |                     |              |              |              |  |          |        |        |        |        |
|  | Manauara            | 10           | 4            | 14           |  |          |        |        |        |        |
|  | Tarumã              | 1            | 1            | 2            |  |          |        |        |        |        |
|  |                     |              |              |              |  | Manauara | 1      |        | 1 (4)  |        |
|  |                     |              |              |              |  | Operário | 1      |        | 1 (2)  |        |
|  | Operário            | 1            | 1            | 2            |  |          |        |        |        |        |
|  | Atlético Amazonense | 1            | 0            | 1            |  |          |        |        |        |        |

### Kampioen
| Campeonato Amazonense de Segunda Divisão de 2021 |
| Amazonas                                         |
| ------------------------------------------------ |
| MANAUARA Kampioen (1° titel)                     |